# 268 Adorea
268 Adorea este un asteroid din centura principală, care a fost descoperit la 8 iunie 1887, de astronomul Alphonse Borelly, la Observatorul din Marsilia.

## Caracteristici
Asteroidul 268 Adorea, cu un diametru de circa 139,89 km, prezintă o orbită caracterizată de o semiaxă majoră egală cu 3,0979784 UA și de o excentricitate de 0,1336285, înclinată cu 2,43708° în raport cu ecliptica. Perioada sa de rotație este de 9,44 ore.

## Denumirea asteroidului
Denumirea asteroidului a fost dedicată unei divinități romane, Adorea, care este identificată cu zeița Victoria.